# 퍼시 스펜서
퍼시 스펜서(영어: Percy Spencer, 1894년 7월 19일 ~ 1970년 9월 8일)는 전자레인지를 발명한 미국의 과학자이다.

## 어린 시절
스펜서는 메인주 하울랜드에서 태어났다. 18개월 후 스펜서의 아버지는 세상을 떠났고 그의 어머니는 곧 스펜서의 이모와 삼촌의 보살핌에 그를 맡겼다. 그의 삼촌은 스펜서가 겨우 7살이었을 때 세상을 떠났다. 스펜서는 이후 자신과 숙모를 부양하기 위해 돈을 벌기 위해 문법 학교를 떠났다. 12세에서 16세까지 그는 실패 공장에서 일출부터 일몰까지 일했다. 나중에 그는 지역 제지 공장에서 곧 그의 시골 지역에서는 거의 알려지지 않은 전기를 사용하기 시작할 것이라는 사실을 발견하고 그 현상에 대해 가능한 한 많이 배우기 시작했다. 그가 공장에 지원했을 때 그는 전기 공학에 대한 정규 교육을 받은 적이 없고 문법 학교도 마치지 않았음에도 불구하고 공장에 전기를 설치하기 위해 고용된 세 사람 중 한 명이었다.
스펜서는 18세에 미 해군에 입대하기로 결정했다. 그는 타이타닉호가 침몰했을 때 승선한 무선 통신사에 대해 알게 된 후 무선 통신에 관심을 갖게 되었다. 그는 해군에 있을 때 자신을 라디오 기술 전문가로 만들었다. 그는 또한 나중에 독학으로 삼각법, 미적분학, 화학, 물리학, 야금술 등을 독학했다.

## 경력
1939년까지 스펜는 레이더 튜브 설계 분야에서 세계 최고의 전문가 중 한 명이 되었다. 스펜서는 미 국방부의 계약업체인 레이시온(Raytheon)에서 전력관 사업부장으로 근무했다. 레이시온에서 근무하는 동안 스펜서는 마그네트론을 보다 효율적으로 제조하는 방법을 개발하여 하루에 마그네트론 생산량을 100개에서 2600개로 늘렸다. 그의 명성과 전문성을 바탕으로 스펜서는 레이시온이 MIT의 방사선 연구소를 위한 전투 레이더 장비를 개발하고 생산하는 정부 계약을 따내도록 도왔다. 이것은 제2차 세계 대전의 연합국에게 매우 중요했으며 제2차 세계 대전 동안 맨해튼 프로젝트 다음으로 군대의 두 번째로 높은 우선 순위 프로젝트가 되었다. 그의 공로로 그는 미 해군으로부터 공로상(Distinguished Public Service Award)을 수상했다.
마그네트론을 제작하던 어느 날 스펜서는 활성 레이더 세트 앞에 서 있었는데 주머니에 있던 초코바가 녹는 것을 발견했다. 스펜서는 이 현상을 처음으로 알아차린 사람은 아니었지만 조사한 사람은 처음이었다. 그는 세계 최초의 전자레인지 팝콘이 된 팝콘 알갱이를 포함한 음식을 사용하여 실험하기로 결정했다. 또 다른 실험에서는 찻주전자에 달걀을 놓고 바로 위에 마그네트론을 놓았다. 그 결과 관찰하기 위해 주전자를 들여다보고 있던 그의 동료 중 한 사람의 얼굴에서 계란이 폭발했다. 그런 다음 스펜서는 밀폐된 금속 상자에 고밀도 전자기장 발생기를 부착하여 최초의 진정한 전자레인지를 만들었다. 마그네트론은 전자파를 금속 상자로 방출하여 모든 탈출을 차단하고 제어되고 안전한 실험을 허용한다. 그런 다음 그는 효과를 관찰하고 온도를 모니터링하면서 다양한 식품을 상자에 넣었다.
레이시온은 1945년 10월 8일 전자레인지 요리 오븐에 대한 미국 특허를 신청했으며 결국 레드레인지(Radarange)라는 이름을 갖게 되었다. 1947년 최초의 상업적으로 생산된 전자레인지는 높이 약 6피트, 무게 약 750파운드, 비용은 약 $5,000(2021년 $60,678에 해당)이었다. 1967년에 아마나(Amana → 레이시온의 사업부)에서 생산한 최초의 상대적으로 저렴한 $495(2021년 $4,023에 해당) 및 합리적인 크기의(카운터 상단) 전자레인지를 판매할 수 있었다.
스펜서는 레이시온의 선임 부사장 겸 이사회 선임 이사가 되었다. 그는 경력 기간 동안 300개의 특허를 받았다. 원래 진공관 개발 및 제조와 관련된 매사추세츠 벌링턴의 레이시온 시설은 스펜서의 이름을 따서 스펜서 연구소로 명명되었다. 이 시설은 결국 문을 닫았다. 나중에 매사추세츠 주 워번에 있는 레이시온 미사일 방어 센터의 새 건물이 그의 이름을 따서 명명되었다. 특별 공익상 외에 다른 업적과 수상에는 정규 교육을 받지 않았음에도 불구하고 라디오 엔지니어 협회 회원, 미국 예술 과학 아카데미 펠로우십, 매사추세츠 대학교 명예 과학 박사 학위가 포함되었다.
스펜서는 자신의 발명에 대해 로열티를 받지 않았지만 레이시온으로부터 일회성 $2.00 사례금을 받았다. 회사 특허에 대해 당시 급여에서 회사가 모든 발명가에게 지불한 것과 동일한 토큰 지불이다.